# 30452 Callegari
30452 Callegari este o planetă minoră (asteroid), cu un diametru de 5,22 km, din centura de asteroizi. A fost descoperită pe 4 iulie 2000 la Stația Anderson Mesa de Lowell Observatory Near-Earth-Object Search. 
Obiectul prezintă o orbită caracterizată de o semiaxă mare de 2,8551786 UAi, o excentricitate de 0,08, o înclinație de 13,14567 ° în raport cu ecliptica.